# Copa Campeón de Campeones de Guatemala 1961
La Copa Campeón de Campeones de 1960. Enfrentó a los clubes CSD Municipal contra CSD Comunicaciones, con victoria de Comunicaciones por marcador de 3 a 1. Se disputó el Domingo 5 de febrero de 1961 en el Estadio Mateo Flores.

## Equipos participantes
| Comunicaciones |  | Campeón de la Liga Nacional de Guatemala (1960) |
| Municipal      |  | Campeón del Torneo de Copa (1960)               |

## Final
| 5 de febrero de 1961 | Comunicaciones                                              | 3:1 | Municipal        | Estadio Mateo Flores, Ciudad de Guatemala |                                     |
|                      | Obdulio Pensamiento · Hugo Peña · Francisco López Contreras |     | Walter Villatoro | Árbitro(s): Miguel Ángel Santa Cruz       | Árbitro(s): Miguel Ángel Santa Cruz |

## Campeón
|                                  |
| Campeón Comunicaciones 4° título |